# Carl W. Tetting
Paul Wilhelm Carl Tetting, auch C. W. Tetting, (* 11. Mai 1890 in Berlin; † 20. Juni 1966 in München) war ein deutscher Schauspieler, Filmproduktionsleiter, Herstellungsleiter und Filmproduzent.

## Leben
Tetting begann nach seinem Schulabschluss eine kaufmännische Lehre und übernahm ab 1919 Bühnenrollen in Berlin. Nahezu zeitgleich kamen Angebote vom Film hinzu. 1924/25 nahm Tetting an einer Filmexpedition teil, die ihn nach Ostasien (Republik China, Japanisches Kaiserreich, Britisch-Indien, Niederländisch-Indien und Ceylon) führte. Das Ergebnis war der Streifen Die weiße Geisha, in dem Tetting die männliche Hauptrolle spielte.
Bald darauf wechselte er hinter die Kamera und übernahm unterschiedliche Hilfsjobs in der Filmproduktion. 1934 beendete Tetting endgültig seine Tätigkeit als Schauspieler. Zwei Jahre lang war er regelmäßig als Produktionsassistent (z. B. 1935 bei Der Student von Prag) und Aufnahmeleiter (z. B. 1936 bei Allotria) tätig, ehe er Ende 1937 zum Produktionsleiter berufen wurde. In dieser Funktion arbeitete Tetting für die Produktionsfirmen Tobis, Klagemann-Film und Bavaria. Am 1. Januar 1942 wurde Carl Wilhelm Tetting zum Produktionschef der Prag-Film berufen, der er bis April 1944, als er von E. W. Emo abgelöst wurde, angehören sollte. Anschließend, bis Kriegsende 1945, zeichnete er als stellvertretender Produktionschef der Wien-Film verantwortlich. 
Nach dem Krieg begann Tetting als Produzent von Dokumentarfilmen und wechselte zu Beginn der 50er Jahre wieder zum Spielfilm. Mit seiner eigenen Firma Rotary-Film stellte er mehrere unambitionierte Unterhaltungsproduktionen her. Tetting war mit der Sopranistin Maria Müller (1889–1958) verheiratet.

## Filmografie
als Schauspieler
- 1920: Das Wüstengrab
- 1920: Das rote Plakat
- 1921: Das Achtgroschenmädel
- 1921: Hapura, die tote Stadt; 2 Teile
- 1921: Jagd auf Schurken, 2 Teile
- 1922: Das Mädchen aus dem goldenen Westen
- 1923: Time Is Money
- 1923: Er ist Dein Bruder
- 1923: Nanon
- 1925: Kinderfreuden
- 1926: Bushidō, das eiserne Gesetz
- 1926: Die weiße Geisha
- 1926: Das Rätsel der Borodur
- 1933: Der Judas von Tirol
- 1934: Eine Frau, die weiß, was sie will
- 1934: Der letzte Walzer
- 1935: Hundert Tage

als Produktions-, Herstellungsleiter oder Produzent
- 1938: Es leuchten die Sterne
- 1938: Die kleine und die große Liebe
- 1939: Wasser für Canitoga
- 1939: Eine Frau wie Du
- 1939: Ein Robinson
- 1940: Golowin geht durch die Stadt
- 1940: Feinde
- 1940: Carl Peters
- 1941: Geheimakte W.B. 1
- 1943: Der unendliche Weg
- 1949: 900 Jahre Nürnberg (Dokumentarfilm)
- 1951: Dr. Holl
- 1952: Die große Versuchung
- 1953: Arlette erobert Paris
- 1954: Ewiger Walzer
- 1955: André und Ursula
- 1955: San Salvatore
- 1956: Die ganze Welt singt nur Amore
- 1957: Ein Amerikaner in Salzburg